# Полдинг (Охајо)
Полдинг (енгл. Paulding) град је у америчкој савезној држави Охајо.

## Демографија
По попису из 2010. године број становника је 3.605, што је 10 (0,3%) становника више него 2000. године.
| Група             | 2000.         | 2010.         |
| Белци             | 3.197 (88,9%) | 3.152 (87,4%) |
| Афроамериканци    | 92 (2,6%)     | 88 (2,4%)     |
| Азијати           | 10 (0,3%)     | 11 (0,3%)     |
| Хиспаноамериканци | 249 (6,9%)    | 305 (8,5%)    |
| Укупно            | 3.595         | 3.605         |